# 哥老官
上海哥老官餐饮管理有限公司是中國一家火鍋連鎖店。

## 历史
2014年1月成立於上海。該公司以重庆美蛙鱼头為買點。2019年7月，哥老官的“乐乐与官官de火锅奶茶”菌落总数不合格，被上海市黄浦区市场监管局没收375元并罚款5万元。2020年7月，哥老官因厨房卫生不达标被上海市黄浦区市场监管局责令改正和警告。2020年12月16日，哥老官在杭州一家门店的牛蛙被查出有兽药。截至當年，哥老官在中華人民共和國有58家门店。

## 外部連結
- 官方网站